# Xian de Wuhua
Pour les articles homonymes, voir Wuhua.
Le xian de Wuhua (五华县 ; pinyin : Wǔhuá Xiàn) est un district administratif de la province chinoise du Guangdong. Il est placé sous la juridiction de la ville-préfecture de Meizhou.

## Démographie
La population du district était de 1 124 132 habitants en 1999.